# Anne Morelli
Pour les articles homonymes, voir Morelli.
Anne Morelli (née le 14 février 1948 à Ixelles, Bruxelles) est une professeure de l'Université libre de Bruxelles et historienne belge, spécialisée dans l'histoire des religions et des minorités.

## Famille
Anne Morelli est d'origine italienne. Elle a de la  famille à Naples et dans les Abruzzes.

## Carrière
Docteur en histoire contemporaine, elle enseigne d'abord dans l'enseignement secondaire avant de devenir chargée de cours à l'Université libre de Bruxelles (ULB).
Dans les années 1970, elle commence à publier sous le nom d'Anne Mettewie-Morelli puis, à partir des années 1980, sous celui d'Anne Morelli.
Elle a été directrice du Centre interdisciplinaire d'étude des religions et de la laïcité (CIERL) de l'Université libre de Bruxelles (ULB), où elle a enseigné la critique historique, les contacts de culture, l'histoire des religions et la didactique de l'histoire. Elle a été en outre membre du Centre d’histoire et de sociologie des gauches (CHSG) ainsi que du Groupe interdisciplinaire d'études sur les femmes (GIEF),.
Depuis le début des années 2010 elle est professeur émérite.

## Prises de position
Se déclarant d'extrême gauche et athée, Anne Morelli est connue pour ses prises de position concernant la propagande de guerre, la religion en général, l'immigration ainsi que les sectes.
En 2001, en tant que spécialiste de la critique historique appliquée aux médias modernes, elle fait paraître Principes élémentaires de propagande de guerre, ouvrage qui est réédité en 2010 sous une forme revue et augmentée. Elle y décrit les mécanismes essentiels de la propagande moderne utilisée aussi bien durant la Première Guerre mondiale qu'au cours de conflits plus récents (Yougoslavie, guerre du Golfe, Kosovo et Métochie, Afghanistan, Irak), partant des principes recensés en 1928 par Arthur Ponsonby, 1er baron Ponsonby de Shulbrede, pacifiste britannique. Dans son compte rendu de l'ouvrage, Serge Halimi relève quelques-uns de ces principes ou « commandements », au total au nombre de dix : « Le camp adverse est seul responsable du conflit » ; « nous défendons une cause noble, pas des intérêts égoïstes » ; « notre adversaire commet des atrocités », « nous ne sommes responsables que de bavures » ; « ceux qui nous critiquent sont des agents de l’ennemi », y voyant (en 2001) « une actualité assez fraîche ». Pour Philippe Schmetz, les « commandements » mis en avant par Anne Morelli sont avant tout une grille d’analyse pédagogique et critique visant à constater la régularité de ces principes dans le champ médiatique et social.

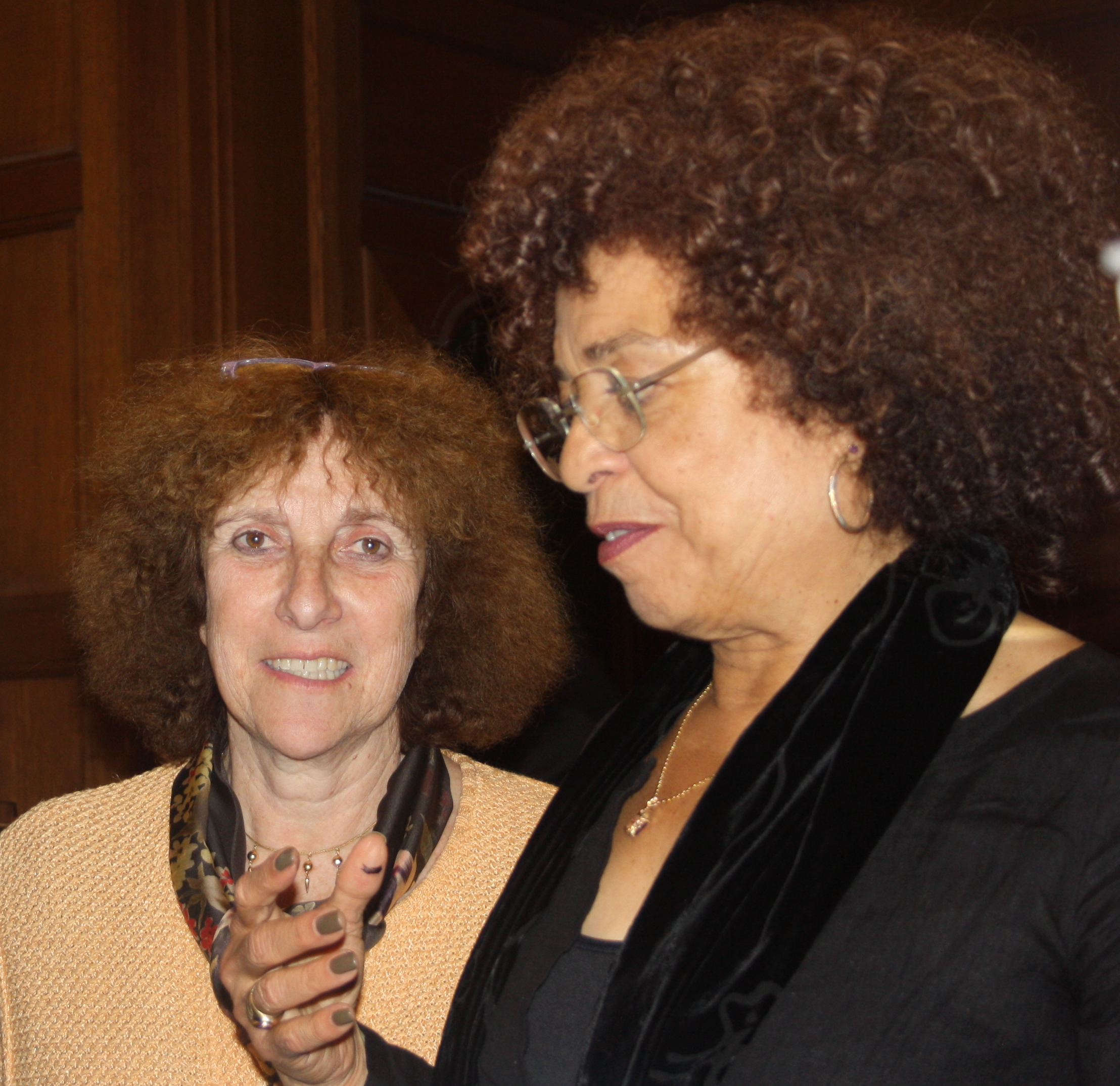
Anne Morelli avec Angela Davis, Bruxelles, 2012.

Pendant douze années, avec ses étudiants de sociologie des religions, Anne Morelli, alors professeur à l'Institut d'étude des religions et de la laïcité de l'ULB, a mené à Bruxelles des enquêtes auprès de dizaines de petits groupes religieux appelés communément « sectes ». Ces investigations lui ont donné un regard autre et pondéré contrastant avec celui des médias sur ces communautés qu’elle ne peut s’empêcher de comparer avec les congrégations catholiques qu’elle a bien connues dans son enfance. Dans Lettre ouverte à la secte des adversaires des sectes (1997), elle plaide pour une tolérance religieuse élargie à tous les « fous de Dieu », qu’ils fassent partie d’une grande multinationale de la religion ou qu’ils soient de petits entrepreneurs indépendants.
En 2003, elle a fait partie du groupe de sympathisants qui accueillent Pierre Carette, le principal chef du groupe terroriste les Cellules communistes combattantes, à sa sortie de prison.
Lors d'un colloque international sur le mouvement antimondialisation se tenant à Gand en 2005, elle déclare qu'aucun mouvement dans l'histoire n'a jamais obtenu de changement sans utiliser la violence.
Le 13 novembre 2023, elle s'exprime lors d'une cérémonie de dépôt de gerbe à Liège, aux côtés de l'ambassadeur de Russie en Belgique.

## Accueil critique
De son inventaire, paru en 1981, des publications italiennes en Belgique depuis la fin de la Première Guerre mondiale jusqu'à la fin de la Seconde, Robert O. J. Van Nuffel déclare que les informations qu'il apporte sont des plus fiables et que le travail qu'elle nous présente est un outil précieux pour se documenter sur les opinions des émigrés italiens durant cette période.
Anne Morelli a dirigé en 1995 la rédaction d'un ouvrage, Les grands mythes de l'histoire de Belgique, de Flandre et de Wallonie, destiné à être une « (...) tentative globale de déconstruction des grands mythes nationaux et régionaux, [aucune] n'avait été entreprise jusqu'ici en Belgique, à la différence de la plupart de nos voisins européens » : « Nous n'avons pas voulu démontrer, mais expliquer. On peut aimer une légende, mais il faut savoir que ce n'est qu'une légende. Bien plus, il ne faut pas être dupes des prochains mythes en construction. Les mythes identitaires se construisent le plus souvent contre quelque chose, ce sont des mythes différenciateurs. Ils gomment les tensions internes au groupe et le définissent par exclusion par rapport aux autres groupes » - « Je continue à croire que ces mythes nationaux (ou régionaux ou...) ont pour principale fonction de masquer les conflits sociaux d'un espace donné. En d'autres termes de me créer une solidarité avec Albert Frère, André Leysen... parce que nous vivons proches géographiquement ».

## Prix
Présidente de l'association féministe et pacifiste belge Femmes pour la Paix, Anne Morelli a reçu, pour son engagement, le titre de « Femme de Paix » lors d'une cérémonie qui s'est tenue au Sénat, le 11 septembre 2012, en présence de la reine Paola.

## Publications

### Livres
- La Presse italienne en Belgique (1919-1945), Béatrice-Nauwelaerts, Louvain-Paris, 1981, 137 pages (Cahiers du Centre interuniversitaire d'histoire contemporaine, No 94) (compte rendu de Van Nuffel Robert O. J., in Revue belge de philologie et d'histoire, année 1984, vol. 62, No 2, pp. 440-442)
- La participation des émigrés italiens à la Résistance belge, avec une préface de Sandro Pertini, Ministero Affari Esteri, Roma, 1983
- (it) Fascismo e antifascismo nell'emigrazione italiana in Belgio (1922-1940), Bonacci, Roma, 1987, 302 pages
- Rital-littérature. Anthologie de la littérature des Italiens de Belgique, éditions du Cerisier, Cuesmes, 1996, 214 pages (compte rendu de Pascal Haubruge, sous le titre Les plumes métisses de la "Rital-littérature", in Le Soir, 19 juin 1996)
- Lettre ouverte à la secte des adversaires des sectes, Labor Sciences Humaines, coll. « Quartier Libre », 1997, 96 pages
- avec Jacques Lemaire et Charles Suzanne, Les religions et la violence, Éditions de l'Université de Bruxelles, Bruxelles, 1998
- Principes élémentaires de propagande de guerre : Utilisables en cas de guerre froide, chaude ou tiède..., Labor, 2001, 93 p. (ISBN 978-2-8040-1565-7) ; édition en allemand : (de) Die Prinzipien der Kriegspropaganda, zu Klampen Verlag, 2004 ; édition en français revue et augmentée, Aden, 2010,  (ISBN 978-2930402994), 200 pages; édition en espéranto : (eo) Elementaj principoj de milita propagado, uzeblaj dum malvarma, varma aŭ malvarma milito, trad. Jean-Claude Thumerelle, édition Espéranto-France, 2024, 130 pp,  (ISBN 978-2-4942610-0-6)
- Rubino, l'anarchiste italien qui tenta d'assassiner Léopold II, Bruxelles, Éditions Labor, 2006, 132 pages
- Fabiola. Un pion sur l'échiquier de Franco, Renaissance du livre, 2015, 160 pages

### Articles de revue
- sous le nom d'Anne Mettewie-Morelli, Lettres et documents d'Ersilio Ambrogi:  1922-1936, in Annali Istituto Giangiacomo Feltrinelli, anno 18, 1977, Feltrinelli, Milano, 1977, pp. 173-291
- La lente agonie du projet de 'Musée de l’immigration' (2001-2011), La Revue politique, 2011, pp. 48-52

### Chapitres d'ouvrage collectif
- « L'immigration italienne en Belgique aux XIXe et XXe siècles » et « L'histoire de l'immigration en Belgique est-elle terminée ? », in Histoire des étrangers et de l'immigration en Belgique de la préhistoire à nos jours (ss la dir. d'Anne Morelli), Éditions Vie ouvrière, Bruxelles, 1992
- « Les membres des sectes religieuses considérés comme militants », in Militantisme et militants (coord. : J. Gotovitch et A. Morelli), Bruxelles, Éd. EVO, 2000, p. 84.
- « Aires de pluralisme et aires de monolithismes religieux à l’aube du XXIe siècle : une tentative d’approche par l’analyse d’informations », in « Sectes » et « hérésies » de l’Antiquité à nos jours, Éditions de l'Université de Bruxelles, Bruxelles, coll. « Problèmes d'histoire des religions », 2002, p. 232.
- « La reine Élisabeth de Belgique et la promotion des échanges culturels avec le monde communiste », in Antoine Fleury, Luber Jilek (dir.), Cultural, intellectual and scientific contacts and networks among Europeans during the Cold War, Peter Lang, 2009, 477 p., pp. 329-343
- « Quelles langues pour les Italiens de Belgique ? », in  M. Barbato &  C. Gigante (Eds.), Aspetti della cultura, della lingua e della letteratura italiana in Belgio, Peter Lang, 2011, pp. 153-163
- « Le recul de la liberté d'expression depuis les années 1960-1970 : L'exemple du cinéma », in J.-P. Schreiber &  A. Dierkens (ss la dir. de), Le blasphème : du péché au crime, Bruxelles, Éditions de l'Université de Bruxelles, 2012, pp. 155-167 (Problèmes d'histoire des religions, XXI)
- « Les femmes combattantes dans le conflit syrien : un entretien d'Anne Morelli avec Gülay Kimyongür », in Anne Morelli et Annalisa Casini (numéro coordonné par), Les femmes aiment-elles la guerre ?, Éditions de l'Université de Bruxelles, Bruxelles, 2017, 120 pages

### Direction et codirection d'ouvrages
- Yolande Mendes da Costa et Anne Morelli (Éds.), Femmes, libertés, laïcité, Éditions de l'Université de Bruxelles, Bruxelles, 1989, 212 pages (compte rendu de Maurice Crubellier, dans Histoire de l'éducation, année 1990, volume 45, No 1, p. 131)
- Anne Morelli (ss la dir. de), Histoire des étrangers et de l'immigration en Belgique: de la Préhistoire à nos jours, Éditions Vie ouvrière, Bruxelles, 1992, 344 pages
- Anne Morelli (ss la dir. de), Les grands mythes de l'histoire de Belgique, de Flandre et de Wallonie, Éditions Vie ouvrière, Bruxelles, 1995, 312 pages (réédition en 2014) (compte rendu de Fouad Soufi, in  Insaniyat, No 4, janvier-avril 1998, pp. 151-153)
- Les émigrants belges : réfugiés de guerre, émigrés économiques, réfugiés religieux et émigrés politiques ayant quitté nos régions du XVIe siècle à nos jours (dir.) (1998)
- Le racisme, élément du conflit Flamands-francophones ?, EPO, 1998, 163 pages (compte rendu dans L'Echo, sous le titre LU POUR VOUS : Le racisme : élément du conflit Flamands-francophones ?, 21 novembre 1998
- J. Gotovitch et A. Morelli (ss la dir. de), Militantisme et militants, Bruxelles, Éd. EVO, 2000
- Alain Dierkens, Anne Morelli (ss la dir. de),[PDF] « Sectes » et « hérésies » de l'Antiquité à nos jours, Éditions de l'Université de Bruxelles, Bruxelles, coll. « Problèmes d'histoire des religions », 2002
- José Gotovitch et Anne Morelli (ss la dir. de), Les solidarités internationales. Histoire & perspectives, Éd. Labor, Bruxelles, 2003
- Anne Morelli et Éliane Gubin (textes réunis et coordonnés par), Pour une histoire européenne des femmes migrantes. Sources et méthodes, Sextant, revue du Groupe interdisciplinaire d’Études sur les Femmes, Université libre de Bruxelles, n° 21-22, 2004, 302 pages
- José Gotovitch et Anne Morelli (ss la dir. de), Presse communiste, presse radicale (1919-2000) : passé, présent, avenir ?, Bruxelles, Éditions Aden, 2007, 353 pages
- Anne Morelli et José Gotovitch (ss la dir. de), Contester dans un pays prospère : l'extrême gauche en Belgique et au Canada, colloque organisé par le Centre d'études canadiennes et le Centre d'histoire et de sociologie des gauches de l'Université libre de Bruxelles, du 18 au 21 mai 2005 à Bruxelles, P.I.E-Peter Lang, Bruxelles, 2007, 259 pages
- Anne Morelli, Daniel Zamora Vargas, et al., Grève Générale, Rêve Général : Espoir de transformation sociale, coll. « Logiques sociales », L'Harmattan, 2013
- (en) Jan Nelis, Anne Morelli and Danny Praet (eds.), Catholicism and fascism in Europe 1918-1945, Olms, Hildesheim, coll. Historische Texte und Studien, 2015, 418 pages
- Anne Morelli (sous la coordination de), Le Bruxelles des révolutionnaires de 1830 à nos jours, CFC-Éditions, Bruxelles, coll. « Regards sur la ville », 2016, 303 pages (compte rendu de Raphaël Duboisdenghien, sous le titre Les Révolutionnaires aiment Bruxelles, sur le site Daily Science, 20 janvier 2017)[19]
- Anne Morelli et Annalisa Casini (numéro coordonné par), Les femmes aiment-elles la guerre ?, Éditions de l'Université de Bruxelles, Bruxelles, 2017, 120 pages  (ISBN 978-2-8004-1619-9)

### Préfaces
- Les enfants Polenta, roman de Francis Tessa, Bernard Gilson, Bruxelles, 1986, 237 pages